# Rosellina di Villeneuve
Rosellina di Villeneuve, (FR)  Roseline de Villeneuve; o anche detta Rossolina o Rosalina (Les Arcs-sur-Argens, 1263 – Les Arcs-sur-Argens, 17 gennaio 1329), è stata una monaca cristiana, religiosa e mistica francese appartenente alle monache certosine. È venerata come santa dalla Chiesa cattolica.

## Biografia
Figlia di Arnaud II di Villeneuve (signore di Les Arcs), appartenente alla nobiltà francese, e di d'Aiglesire e Sibylle de Sabran, provenienti dalla nobile famiglia Sabran, Roseline nacque nel castello di Les Arcs-sur-Argens, situato nell'est della Provenza, vicino alla città di Draguignan. Era la sorella del vescovo di Digne, Elzéar de Villeneuve.
Fu educata dalle clarisse di Avignone; ma scelse di entrare all'età di 25 anni tra le monache certosine. Completò il noviziato a certosa di Saint-André-de-Ramières vicino a Prébayon nel Vaucluse, poi un secondo noviziato presso la certosa Notre-Dame de Bertaud (di Sainte-Marie d'Aurouse) nelle Alte Alpi (a Gap) prima di essere ammessa alla professione religiosa nel Natale del 1280.
Nel 1330 circa succedette alla zia Jeanne (Diane) de Villeneuve come priora del monastero di La Celle-Robaud, situato nella diocesi di Fréjus, vicino alla sua casa natale.
Nel 1320, suo fratello Helion de Villeneuve, Gran Maestro dei Cavalieri di San Giovanni, restaurò il monastero, tra il 1323 e il 1328, il papa Giovanni XXII, ex vescovo di Fréjus, aumentò i suoi introiti concedendo indulgenze per l'anniversario della dedicazione della chiesa.
A Rosellina sono attribuite numerose visioni mistiche, insieme a straordinarie austerità e un grande potere sugli spiriti maligni. Ottenne il permesso di rinunciare al suo incarico prima della morte, avvenuta il 17 gennaio 1329 all'età di 65 o 66 anni.

### Il miracolo delle rose
Rosellina è legata a quello che viene chiamato "Il miracolo delle rose". La leggenda agiografica narra che Rossellina, figlia di Aurnad, signore del villaggio di Les Arcs, rubava spesso del cibo per regalarlo ai poveri che le chiedevano aiuto. Una mattina, Arnaud, che sospettava della generosità della figlia, si nascose vicino alla cantina. Poco dopo la vide arrivare, con il grembiule carico di cibo. Quando le chiese di mostrargli il contenuto del suo grembiule, Rosellina (chiamando, si dice, Dio come testimone) aprì timorosamente il suo grembiule da cui sporgeva un mazzo di rose al posto del cibo "rubato".Questo miracolo fu attribuito anche alle vite di Elisabetta d'Ungheria, Elisabetta del Portogallo e Germana Cousin.

### L'incorruttibilità delle spoglie
Cinque anni dopo la sua morte, il suo corpo fu esumato e si scoprì che era intatto, con gli occhi aperti e in perfetta lucidità. Il corpo fu esposto pubblicamente e il clero presente all'esumazione decise di separare gli occhi, conservandoli in un reliquiario separato. Ad oggi il suo corpo rimane incorrotto esposto al culto in una chiesa di Les Arcs.

## Culto
La festa di Santa Rosellina si celebra il 17 gennaio. La sua memoria è inclusa negli "Acta Sanctorum" l'11 giugno, giorno della prima traslazione delle sue reliquie nel 1334 da parte di suo fratello Elzéar, vescovo di Digne-les-Bains. Tuttavia, per l'Ordine dei certosini, la sua festa è celebrata il 6 luglio.
Il culto di Santa Rosellina è stato confermato per la diocesi di Fréjus con un decreto del 1851 e per i certosini nel 1857. È generalmente rappresentata con un reliquiario contenente due occhi, in ricordo del fatto che i suoi occhi furono rimossi e conservati separatamente.
Questa reliquia era ancora presente a Les Arcs nel 1882.
Il suo santuario, situato a Les Arcs-sur-Argens fu per sei secoli un luogo di pellegrinaggio. La Cappella di Santa Rosellina, situata vicino al Château Sainte Roseline, è ora una residenza privata, la cui cantina fu destinata alla degustazione di vini.